# 山手隧道

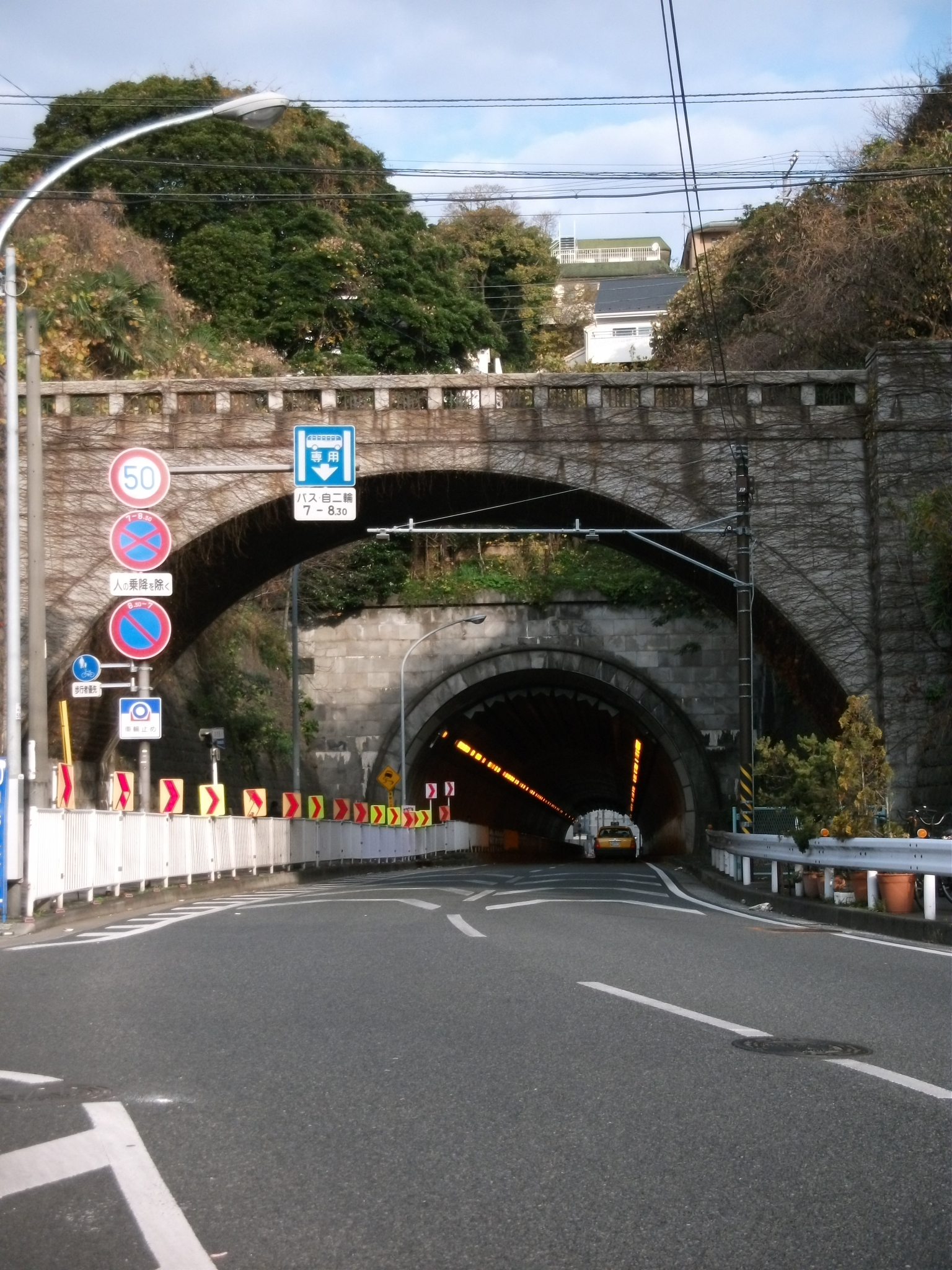
山手隧道（北行き）、本牧側。手前のアーチ橋は桜道橋。

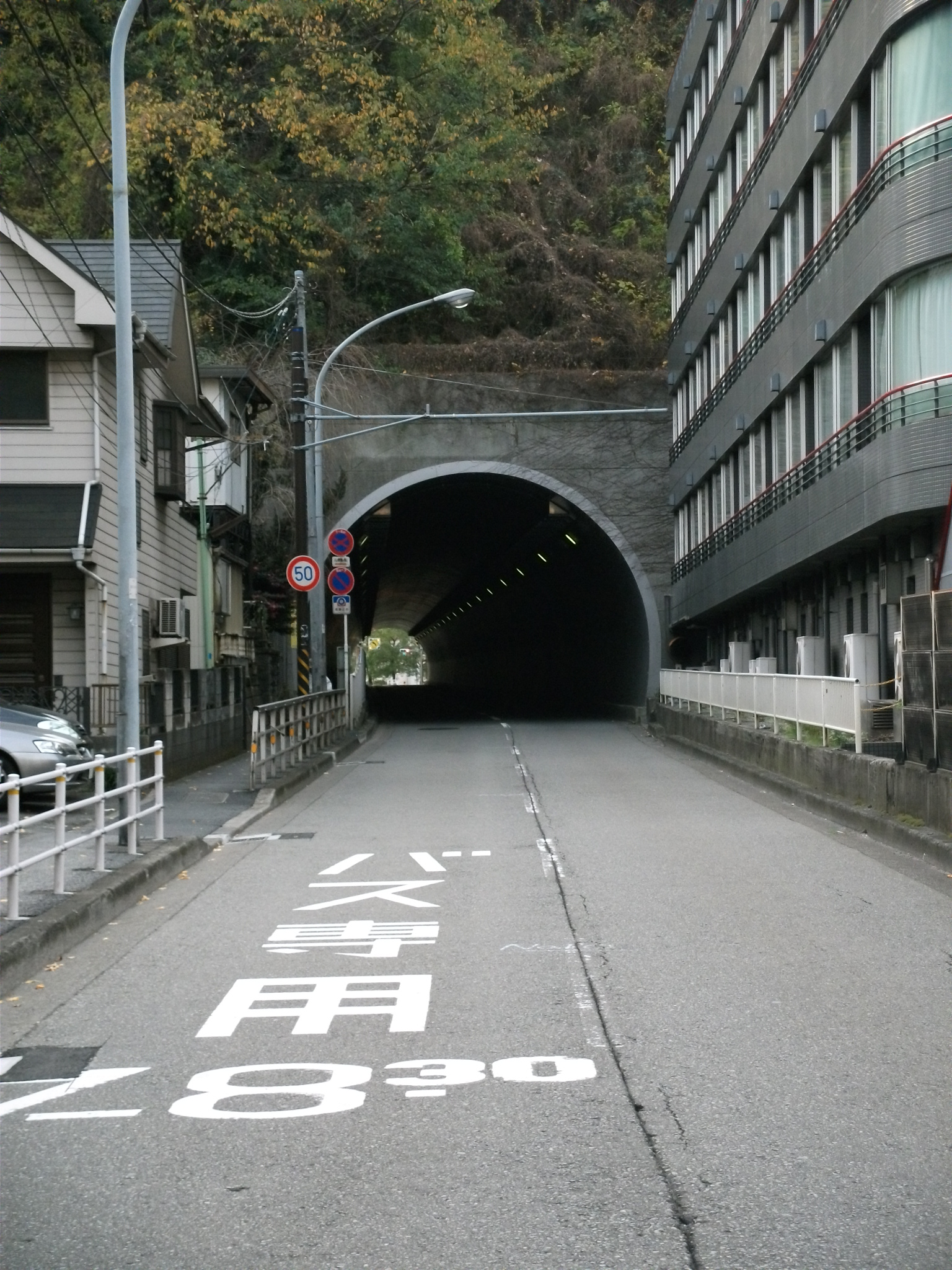
第二山手隧道（南行き）、元町側。

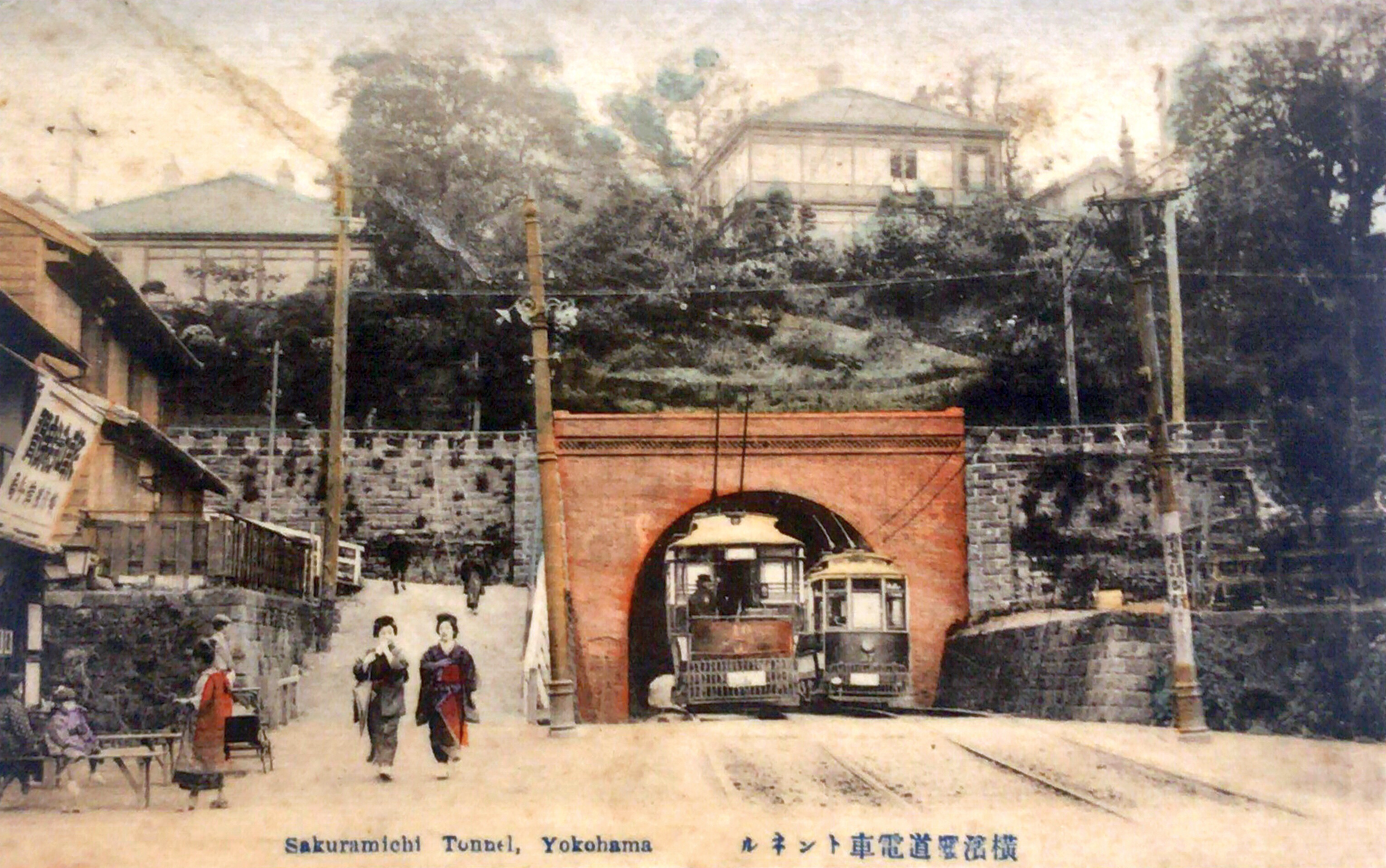
路面電車専用の櫻道トンネル(現・第二山手隧道）、本牧側。

山手隧道（やまてずいどう）は、神奈川県横浜市中区の元町・石川町方面と麦田町・本牧方面とを結ぶ、横浜市道関内本牧線（本牧通り）の道路トンネル。北行き（元町方面行き）の山手隧道と、南行き（本牧方面行き）の第二山手隧道からなる。山手隧道は関東大震災の復興事業として建設され、横浜市認定歴史的建造物の一つとなっている。

## 歴史
1911年（明治44年）、横浜電気鉄道（後の横浜市電）の元町停留所と桜道下停留所（トンネル開通後に麦田町停留所に改称）の間の山手町の丘陵地の下に、全長215mの本牧線専用の櫻道トンネル（のちの本牧隧道・第二山手隧道）が開設された。山手地区に掘られたトンネルとしては最も古いものであり、トンネルの前後は横浜市電唯一の専用軌道区間であった。
1923年（大正12年）に発生した関東大震災の復興事業として、内務省復興局の設計・間組の施工により、市電トンネルの西側に並行して全長268mの山手隧道が建設された。アーチ型の断面で、当時の道路トンネルの幅員としては日本最大であった。意匠は同時期に麦田町側に建設された桜道橋とあわせたものとされた。1927年（昭和2年）、歳末の繁忙期に合わせて部分供用され、翌1928年3月16日に開通式典が挙行された。
1972年に市電が廃止されると、本牧隧道は第二山手隧道と改称され、1976年7月20日より南行き一方通行の道路トンネルに改められた。これに合わせ、従来の山手隧道は北行き一方通行となる。
山手隧道は、2001年（平成9年）8月には桜道橋とともに横浜市認定歴史的建造物、2015年度には桜道橋、打越橋、西之橋、谷戸橋とともに「元町・山手地区の震災復興施設群」として土木学会選奨土木遺産に認定された。